# Joseph Gabriel Zelger
Joseph Maria Gabriel Zelger OFMCap (ur. 10 listopada 1867 w Stans, zm. 20 sierpnia 1934 w Dornach) – szwajcarski duchowny rzymskokatolicki, kapucyn, misjonarz, wikariusz apostolski Dar es Salaam.

## Biografia
Po ukończeniu gimnazjum kapucyńskiego w Stans, w 1885 wstąpił do Zakonu Braci Mniejszych Kapucynów w Lucernie. 25 marca 1890 otrzymał święcenia prezbiteriatu i został kapłanem swojego zakonu. W 1893 ukończył studia z zakresu prawa kanonicznego. Następnie wykładał w szkołach i na uczelniach kapucyńskich.
W 1905 wyjechał na misje na Seszele. Od 1921 był misjonarzem w Tanganice.
15 lutego 1923 papież Pius XI mianował go wikariuszem apostolskim Dar es Salaam. 29 stycznia lub 16 lutego 1923 został ponadto biskupem tytularnym claudiopolitańskim. 24 czerwca 1923 przyjął sakrę biskupią z rąk wikariusza apostolskiego Unianyembé Henriego Léonarda MAfr. Współkonsekratorami byli  wikariusz apostolski Zanzibaru John Gerald Neville CSSp oraz biskup Port Victoria Louis-Justin Gumy OFMCap.
5 lipca 1929 zrezygnował z katedry i powrócił do Szwajcarii. Zmarł w klasztorze w Dornach.